# Lluminositat solar

Evolució de la lluminositat solar, radi i temperatura efectiva en comparació amb l'actual-dia solar. Després de Ribas (2010)

La lluminositat solar, sovint representada amb el símbol {\displaystyle L_{\odot }}, és una unitat de flux radiant (potència emesa en forma de fotons) convencionalment utilitzat pels astrònoms per mesurar la lluminositat de les estrelles. Es defineix en termes de producció del Sol. Una lluminositat solar és 3,846×1026 W, o 3,846×1033 erg/s. Això no inclou la lluminositat dels neutrins solars, fet que sumaria 0.023 {\displaystyle L_{\odot }}. El Sol lleugerament és una estrella variable i, per tant, la seva lluminositat fluctua. La major fluctuació és el cicle solar d'onze anys (cicle de taques solars) que causa una variació periòdica del voltant de ± 0.1%. Altres variacions en els últims 200-300 anys es pensa que és molt més petit que aquest.

## Determinació
La lluminositat solar es relaciona amb la irradiància solar (la constant solar). La irradiància solar és responsable de l'òrbita forçosa que fa que els cicles de Milanković, que determinen els cicles glacials de la Terra. La irradiància mitjana en la part superior de l'atmosfera de la Terra es coneix de vegades com la constant solar, I☉. La irradiància es defineix com l'energia per unitat de superfície, de manera que la lluminositat solar (energia total emesa pel Sol) és la irradiància rebuda a la Terra (constant solar) multiplicat per l'àrea de l'esfera del radi és la distància mitjana entre la Terra i el Sol:
{\displaystyle L_{\odot }=4\pi kI_{\odot }A^{2}\,}
on A és la unitat de distància (el valor de la unitat astronòmica en metres) i k és una constant (el valor és molt proper a un) que reflecteix el fet que la distància mitjana entre la Terra i el Sol no és exactament una unitat astronòmica.